# Mahabo (district)
Mahabo is een district van Madagaskar in de regio Menabe. Het district telt 134.111 inwoners (2011) en heeft een oppervlakte van 13.863 km², verdeeld over 11 gemeentes. De hoofdplaats is Mahabo.